# Спенсер, Джон, 1-й граф Спенсер
Джон Спенсер, 1-й граф Спенсер (англ. John Spencer, 1st Earl Spencer; 19 декабря 1734 — 31 октября 1783) — британский пэр и политик. Считался одним из самых богатых людей страны своего времени.
Спенсер родился в 1734 году в фамильном особняке в Элторпе. Он был сыном достопочтенного Джона Спенсера и Джорджианы Кэролайн Картерет (1716—1780) и внуком 3-го графа Сандерленда.
Образование получил в Тринити-колледже Кембриджского университета, где изучал философию и политические науки. Был депутатом (членом партии вигов) от Уорика с 1756 по 1761 год, а также верховным стюардом Сент-Олбанса в 1772 году и мэром Сент-Олбанса в 1779 году. 3 апреля 1761 года он был удостоен титулов барона Спенсера Элторпского и виконта Спенсера, с 1 ноября 1765 года носил титулы виконта Элторпского и графа Спенсера.
20 декабря 1755 года Спенсер на частной церемонии обвенчался с Джорджианой Пойнтц (1737—1814), дочерью Стивена Пойнтца, в гардеробной своей матери в Элторпе. У них было пятеро детей:
- леди Джорджиана Спенсер (1757—1806), вышла замуж за Уильяма Кавендиша, 5-го герцога Девоншира, имела потомство;
- Джордж Джон Спенсер, 2-й граф Спенсер (1758—1834);
- леди Генриетта Фрэнсис Спенсер (1761—1821), вышла замуж за Фредерика Понсонби, 3-го графа Бессборо, имела потомство;
- леди Шарлотта Спенсер (1765—1766), умерла в младенчестве;
- леди Луиза Спенсер (родилась и умерла в 1769), умерла в младенчестве.

Спенсер умер в 1783 году, в возрасте 48 лет, в Бате и был похоронен в семейном склепе в церкви Святой Марии, Грейт-Брингтон, Нортгемптоншир.